# Bartłomiej Ostapczuk
Bartłomiej Ostapczuk (ur. 24 lutego 1977 w Warszawie) – polski aktor-mim, reżyser przedstawień teatru pantomimy, twórca scenariuszy, autor choreografii, ruchu scenicznego, nauczyciel pantomimy. Od 2005 r. Dyrektor artystyczny Międzynarodowego Festiwalu Sztuki Mimu w Warszawie.
Pomysłodawca i założyciel Warszawskiego Centrum Pantomimy, Teatru Pantomimy Mimo. Realizuje, tworzy projekty i produkcje artystyczne w zakresie teatru pantomimy, teatru wizualnego i edukacji teatralnej. Od 2005 roku prowadzi w Warszawie Studio Pantomimy. Gościnnie naucza teatru pantomimy w szkołach teatralnych w Polsce i za granicą. W latach 1998–2001 aktor Warszawskiego Teatru Pantomimy oraz Studia Mimów Stefana Niedziałkowskiego. W latach 2001–2004 aktor amerykańskiego zespołu pantomimy Alithea Mime Theatre. Sztuki teatralnej uczył się w Polsce, USA i Hiszpanii. Od 1999 r. jako aktor wystąpił w ponad 45 przedstawieniach teatralnych.
Twórcy teatru, z którymi jako aktor współpracował podczas teatralnych realizacji to m.in.: Roberta Wilson, Leszek Mądzika, Lionel Menard, Krzysztof Warlikowskieg, Mariusz Treliński, Mikołaj Grabowski, Tomasz Konina i Achim Freyer, Anton Adasinski, Petrem Bochac, C. Nicholas Johnson, Gregg Goldston, Laco Adamik, Waldemar Raźniak, Łukasz Barczyk, Jerzy Gruza, Dariusz Skibiński.
Występował na scenach teatralnych Japonii, Puerto Rico, Stanów Zjednoczonych, Anglii, Niemiec, Chin, Litwy, Rosji, Francji, Polski, Izraela, Korei Południowej, Ukrainy, Czech, Słowacji, Hiszpanii, Nowej Zelandii, Portugalii, Luksemburga, Polski, Szwecji i Norwegii.

## Nagrody i odznaczenia
Jest laureatem nagród i wyróżnień teatralnych w Polsce i na świecie, m.in. Grand Prix Festiwalu Teatrów Jednego Aktora (Warszawa 2003).
Najlepszy scenariusz i reżyseria – Festiwal Komediada. Ukraina/Odessia (2014).
W 2020 otrzymał medal Prezydenta Miasta Lublin „w uznaniu osiągnięć w pracy artystycznej oraz za wkład w rozwój polskiej sceny teatralnej”. W 2022 otrzymał Medal Pamiątkowy „Pro Masovia” „za wybitne zasługi i całokształt działalności na rzecz województwa Mazowieckiego”. 23 marca 2023 został odznaczony Brązowym Medalem „Zasłużony Kulturze Gloria Artis”.
W 2023 otrzymał Nagrodę Prezesa Związku Kurpiów „Kurpik” w kategorii Talent m.in. za współpracę z Zespołem Folklorystycznym "Kurpiowszczyzna" z Myszyńca, z którym stworzył widowisko Śnij Kurpsiu, Śnij.

## Edukacja teatralna
- 1998–2002 – Warszawski Teatr Pantomimy, Studio Mimów Stefana Niedziałkowskiego.
- 2001, 2002, 2004 – The school for Mime Theatre – USA
- 2006 – Escola International de Mim Corporal Dramatic – Hiszpania